# Tanana Valley

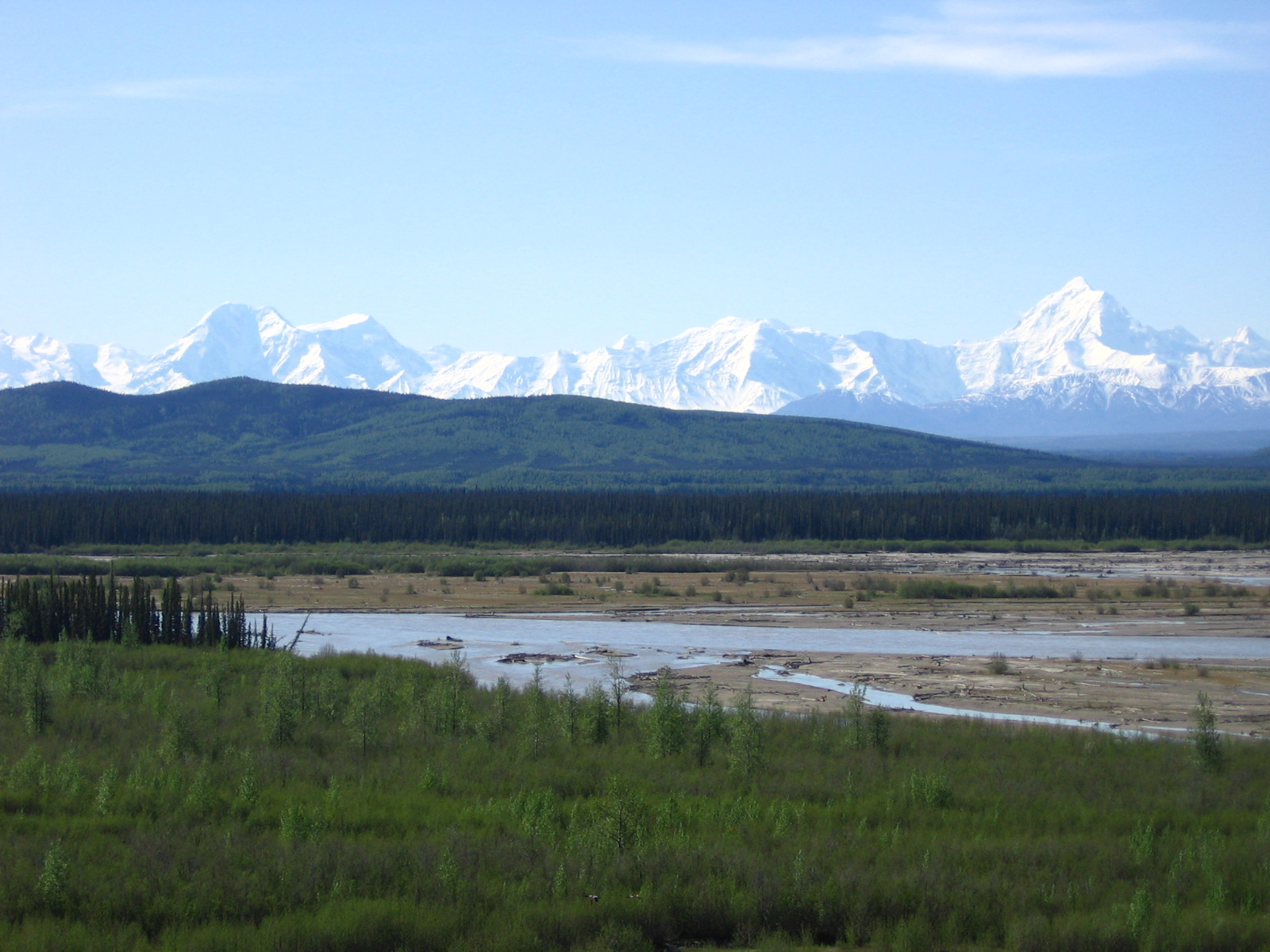
Der Tanana River östlich von Fairbanks

Das Tanana Valley (deutsch: Tanana-Tal) ist ein Tieflandgebiet am Tanana River im Interior von Alaska.
Das Tal ist mit der zweitgrößten Stadt des Bundesstaats, Fairbanks, die am dichtesten bevölkerte Region Alaskas nördlich der Alaskakette. Weitere Ortschaften im Tanana Valley sind College, Chena Hot Springs, Eielson Air Force Base, Ester, Fort Wainwright, Fox, Manley Hot Springs, Nenana, North Pole und Two Rivers.
In der Region bilden sich durch die von Gebirgen umgebene Tallage häufig Inversionswetterlagen, die zu großen Temperaturextremen im Jahresverlauf und im Winter zu dichtem Nebel führen. Der Permafrostboden der Niederung ist sumpfig und von Pingos durchzogen.